# 黄瓊 (新羅)
黄瓊（황경）は、朝鮮氏族の長水黄氏の始祖である。新羅末期の敬順王のときに侍中を務め、長水君に封ぜられた。
先祖は、中国の後漢の官僚の黄洛であり、光武帝の建武4年（28年）に使臣として交阯郡に赴く途中に海上で遭難し新羅に漂着・帰化した。